# Paràbola de les ovelles i les cabres

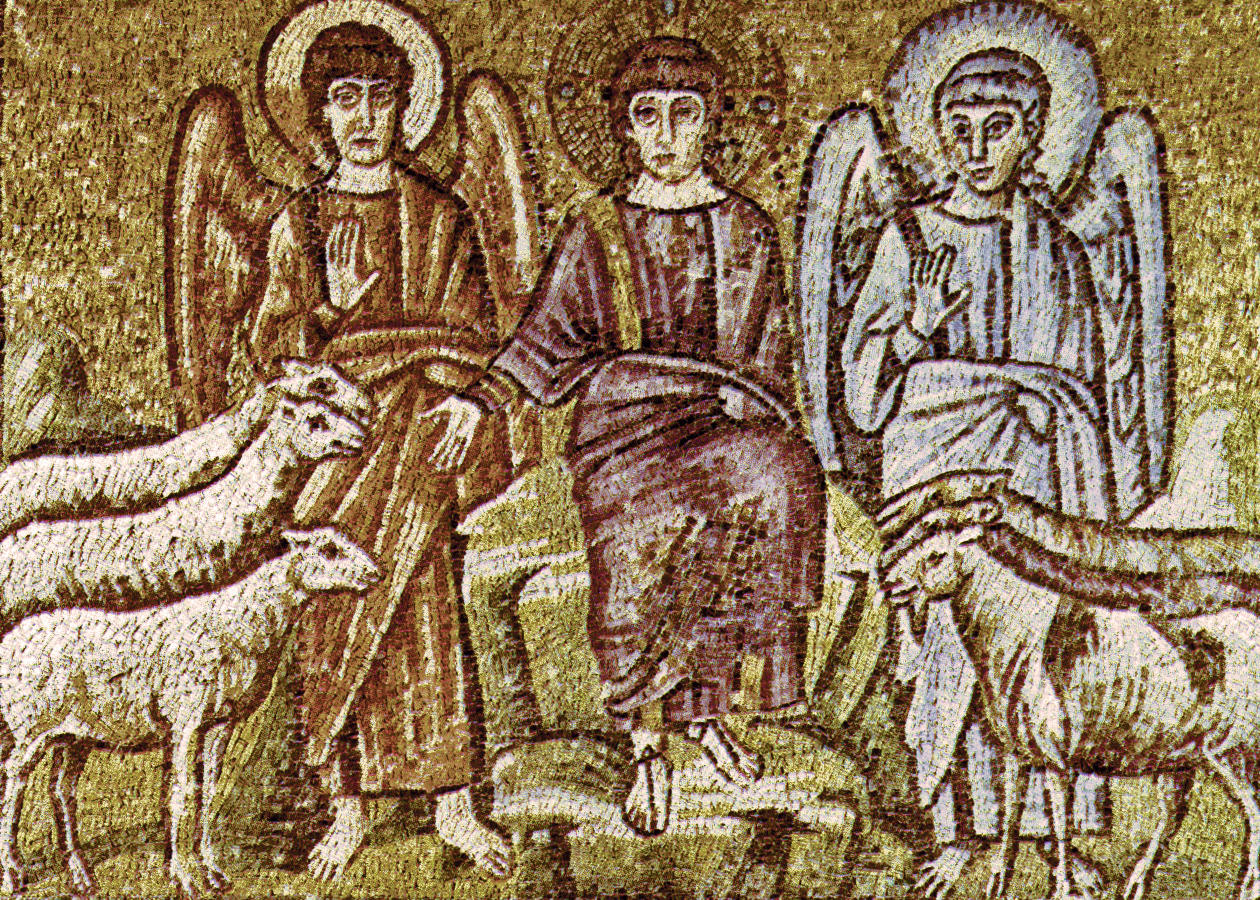
Representació de la paràbola a l'estil romà d'Orient

La paràbola de les ovelles i les cabres és un relat sobre el judici final que narra Jesús a l'evangeli segons Mateu (Mt, 25:31). També se'l coneix com el judici a les nacions.

## Argument
Al final dels temps, Jesús des del seu tron separarà la gent com fan els pastors quan destrien entre ovelles i cabres. Els justos els col·locarà a la dreta per haver-lo socorregut quan tenia necessitat i enviarà els altres a l'infern per haver-lo deixat sol a la presó o ple de fam. I quan els jutjats preguntin quan van tenir lloc aquests fets, Jesús respondrà que cada cop que actuaven així amb els més desvalguts.

## Anàlisi
En aquesta paràbola es troben de manera explícita algunes de les bases de la doctrina cristiana. La gent salva o condemna la seva ànima segons els seus actes, que no són simplement individuals sinó que afecten la resta, ja que el primer manament cristià és estimar el proïsme (una reformulació de la regla d'or). Per això Jesús fa èmfasi en el fet que cada cop que algú actua per ajudar o per perjudicar un altre, és com si ho fes amb el mateix Déu. Com en altres ocasions, posa al centre els més necessitats, a qui cal fer caritat. També explica que el judici final separarà els bons (els qui actuen amb compassió) dels dolents, els quals aniran a l'Infern.
Per apropar el missatge al seu públic usa metàfores, ja que compara el judici final amb la tasca d'un pastor, on les ovelles són els fidels. Aquestes al·legories apareixen en altres paràboles, com la paràbola de l'ovella perduda. De fet, la figura de Jesús com un pastor és una identificació freqüent tant als evangelis com als comentaristes posteriors. És rellevant que parli de ramats tant en el cas dels salvats com dels condemnats (encara que es tracti d'animals diferents), i determinats estudiosos han analitzat aquest passatge com la negació de la idea jueva segons la qual el poble d'Israel seria jutjat amb més suavitat que els altres per ser el poble escollit. Jesús contradiu la distinció, el que compta són les bones o les males obres.
La llista d'accions que posa com a exemple de bones obres són similars a les recomanacions contingudes en altres discursos religiosos, en diversos passatges de l'Antic Testament i fins i tot en inscripcions egípcies: cal satisfer les necessitats bàsiques dels altres (donar-los menjar, beure i vestit), acollir-lo quan és estranger (regla de l'hospitalitat tan preuada en els pobles semites) o acompanyar-lo en els moments complicats de l'existència, com poden ser la malaltia o la presó. Existeix un paral·lelisme en les males accions, que són l'antítesi exacta de les primeres i reforcen l'ensenyament que s'ha d'extreure. Aquesta repetició invertida és també fruit del caràcter oral del discurs recollit, un recurs que es dona també entre els joglars medievals o els aedes clàssics.